# So High (John Legend)
So High è una canzone di John Legend estratta come quarto singolo dall'album del 2004 Get Lifted. Il singolo è stato pubblicato in una versione differente rispetto a quella presente sull'album , intitolata "Cloud 9 Remix" che figura la collaborazione di Lauryn Hill. Questa versione è stata nominata ai Grammy Award nel 2005 nella categoria Miglior interpretazione vocale R&B di coppia o di gruppo.

## Tracce
US CD single
1. So High (Album version) - 5:14
2. So High (Cloud 9 Remix Edit) (featuring Lauryn Hill) - 3:49
3. So High (Live @ the Scala)
4. So High (Video)

UK CD single
1. So High (Cloud 9 Remix) (featuring Lauryn Hill) - 5:06
2. So High (Cloud 9 Remix Edit) (featuring Lauryn Hill) - 3:49
3. So High (Album Version) - 5:14

Promo single
1. So High - 5:14
2. So High (Cloud 9 Remix Edit) (featuring Lauryn Hill) - 3:49
3. So High (Cloud 9 Remix) (featuring Lauryn Hill) - 5:06
4. So High (Cloud 9 Remix without rap) (featuring Lauryn Hill) - 4:23
5. So High (Cloud 9 Remix Instrumental) - 5:06

Cloud 9 Remix Promo
1. So High (Cloud 9 Remix Edit) (featuring Lauryn Hill) - 3:49

## Classifiche
| Classifica (2005)                    | Posizione più alta |
| ------------------------------------ | ------------------ |
| U.S. Billboard Hot R&B/Hip-Hop Songs | 53                 |